# کاردنیسا د بلپخرا
کاردنیسا د بلپخرا (به اسپانیایی: Cardeñosa de Volpejera) یک شهرستان در اسپانیا است که در استان پالنسیا واقع شده‌است.

## خصوصیات
کاردنیسا د بلپخرا ۱۳ کیلومترمربع مساحت و ۵۱ نفر جمعیت دارد.